# Olympia-Stadion (metropolitana di Berlino)
La stazione di Olympia-Stadion è una stazione della metropolitana di Berlino, posta sulla linea U2 nel quartiere Westend. Essa si trova nei pressi dello stadio della capitale e a circa 500 m dalla stazione ferroviaria omonima.
È posta sotto tutela monumentale (Denkmalschutz).

## Storia
La stazione, in origine denominata semplicemente «Stadion», venne aperta all'esercizio l'8 giugno 1913, come capolinea della nuova tratta dalla stazione di Reichskanzlerplatz (oggi denominata «Theodor-Heuss-Platz»), all'epoca priva di stazioni intermedie.
Inizialmente tale tratta era esercita solo in concomitanza delle manifestazioni sportive che si tenevano presso il Deutsches Stadion (predecessore dell'Olympiastadion); solo a partire dal 20 maggio 1922, data dell'attivazione della stazione intermedia di Neu-Westend, la tratta iniziò ad essere esercita continuativamente.
Successivamente Berlino fu scelta per ospitare i Giochi della XI Olimpiade e la stazione fu rinnovata dall'architetto Alfred Grenander e rinominata, a partire dal 1º marzo 1935, «Reichssportfeld».
Il 25 giugno 1950 la stazione mutò nuovamente denominazione in «Olympia-Stadion».
Nel 2006 fu rinnovata ulteriormente in vista di Germania 2006 e furono aggiunti i colori sociali della squadra dell'Hertha Berlino.

## Strutture e impianti
Il progetto architettonico della stazione fu elaborato da Alfred Grenander.

## Servizi
La stazione dispone di:
- Biglietteria
- Scale mobili